# قائمة سلاسل ألعاب الفيديو
هذه قائمة سلاسل (العلامات التجارية) ألعاب الفيديو مرتبة أبجديًا حسب الاسم. إنها تتكون من سلاسل طويلة الأمد وشخصيات ظهرت في ألعاب فيديو كثيرة. هذه القائمة لا تتضمن ملكيات فكرية غير لعبية التي استعيرت لكي تُستخدم في الألعاب (مثل جيمس بوند أو الدوريات الرياضية).

## 0–9
- 1080°
- 19XX

## أ
- أبسكيور
- أتامنيا
- أتيليه
- آد ورلد
- آر-تايب
- آرت أكاديمي
- آرت ستايل
- آرك ذا لاد
- أرما
- أرمرد كور
- آرمي أوف تو
- أرواح الساموراي (معروفة باسم ساموراي شوداون)
- أزور دريمز
- إس إس إكس
- أساسنز كريد
- الأستاذ لايتون
- أسترويدز
- أسطورة الأبطال
- أسطورة السيف المقدس
- أسطورة ليغايا
- أسطورة موموتارو
- إسفلت
- أشيرونز كول
- إف-زيرو
- إفادون
- أفتر برنر
- إفركويست
- أفيوند
- أكاديمية الدماغ الكبير
- أكتريزر
- إكس
- إكسايل
- إكسايل (1988)
- إكستريم-جي
- إكسفيوس
- إكس-كوم
- آلاندرا
- ألترا بينبول ثلاثية الأبعاد
- ألتيما
- آلن ويك
- إله الحرب
- آلون إن ذا دارك
- إليان بريد
- إليت
- إليس
- أليكس كيد
- إم إكس فيرسيس أي تي في
- إم دي كيه
- إماجن
- إمباير إيرث
- أمبد
- أمريكاز آرمي
- أمريكان ماغيز أليس
- أمنيشيا
- إن
- إن بي أي لايف
- إن بي إيه 2كيه
- إن بي إيه جام
- أنت لا تعرف جاك
- إنترناشيونال سوبر ستار سوكر
- إنترناشونال كاراتيه
- أنتولد ليجندز
- أنشارتد
- أندرتيل
- أنريل
- أنغري بيردز
- إنفنتي بليد
- إنفيموس
- إنمي تيريتوري
- أنو
- أنومالي
- أنيمل كروسينغ
- أوبيريشن فلاشبوينت
- أوت ران
- أوت لاست
- أوتوغي
- أوتوميدياس
- أوديوسيرف
- أوركس ماست داي!
- أوسو! تاتاكاي! أويندان
- أوكامي
- أوميهارا كاواسي
- أونيتشانبارا
- أونيموشا
- إي تي في أوفرود فيوري
- إي سي دبليو
- إيب إسكيب
- إيت ليد
- إيج أوف إمبايرز
- إيج أوف واندرز
- أيدول ماستر
- إيرث
- إيرثورم جيم
- إيرفورس دلتا
- إيرو البهلوان
- إيس أتورني
- إيس درايفر
- إيس كمبات
- إيغرلاند (مغامرات لولو)
- إيف أوف إكستنشن
- إيفرنوم
- إيفي ذا كيوي؟
- إيكو الدولفين
- إينازوما إليفن

## ب
- بابزي
- بابل بوبل
- بات-بات
- باتل أرينا توشندن
- باتل آيل
- باتلرودز
- باتلستيشنز
- باتلفيلد
- باتمان: أركام
- باتن كايتوس
- بارابا ذا رابر
- باراسايت إيف
- باروديوس
- باز!
- بازل بوبل
- بازل كويست
- باست أ غروف
- باك مان
- باكس إمبريا
- بالدورز غيت
- بالوون فايت
- بامب إت أب
- بانجو-كازووي
- بانزر جنرال
- بانزر دراغون
- بانش-أوت!!
- باور ستون
- بايلوت وينغز
- بايونيتا
- براذرز إن آرمز
- براي
- برنس أوف برشيا
- برو إفولوشن سوكر
- بروجكت زيرو
- بروجكت غوثام ريسنغ
- بروكن سورد
- بريث أوف فاير
- بريفلي
- بريك أوت
- برين إيج
- بطل نصف دقيقة
- بغ!
- بلازبلو
- بلاك أند وايت
- بلانتس فيرسيز زومبيز
- بلانيتسايد
- بلودرين
- بلودي رور
- بلونز
- بليتز: ذا ليغ
- بلينكس
- بوبن ميوزك
- بوبي كاروت
- بوبيولس
- بورتال
- بوردرلاندز
- بوستال
- بوكي أند روكي
- بوكيمون
- بولدر داش
- بوليس كويست
- بومبرمان
- بونغ
- بونك
- بويو بويو
- بيت الميت
- بيت.تريب
- بيتز
- بيتفول!
- بيتمنيا
- بيجامة سام
- بيداي
- بيرفكت دارك
- بيرن أوت
- بيغ نوز
- بيغل
- بيكسلجانك
- بيكمين
- بيلي
- بين كيلر
- بينومبرا
- بيوشوك
- بيونيك كوماندو

## ت
- تاب تاب
- تاي نمر تسمانيا
- تايكو نو تاتسوجين
- تايلس
- تايم كرايسس
- تايمسبليترز
- تتريس
- ترايبس
- ترايلس
- تراين
- تروبيكو
- تروما سنتر
- ترون
- ترين سيميوليتر
- تشاك روك
- تشامبيونشب مانجر
- تشيبي-روبو!
- تشيبز تشالينج
- تشيس ماستر
- تكس ميرفي
- تنشو
- التنين السابع
- تو هارت
- تو هيومان
- توب غير (توب ريسر، ليس لها علاقة بالمسلسل التلفازي)
- تورشلايت
- توروك
- توكا تورينغ كار
- توكنغ توم أند فريندز
- توكي توري
- توكيميكي ميموريال
- توم كلانسي
  - رينبو سكس
  - سبلينتر سيل
  - غوست ريكون
- تومب رايدر
- تومبا!
- توموداتشي
- توني لا روسا بيسبول
- توني هوك
- توهو بروجكت
- تويستد ميتال
- توين بي
- تيست درايف
- تيكمو بول
- تيكن
- تيم فورتريس
- تيمبيست

## ث
- ثاندر فورس
- ثيف
- ثيم بارك

## ج
- جاست دانس
- جاز جاكرابيت
- جاك أند داكستر
- جامب سوبر ستارز
- جامبنغ فلاش!
- جاوست
- جست كوز
- جزيرة المغامرة
- جكس
- جو أند ماك
- جو دينجر
- جوسد
- جيت سيت راديو
- جيت موتو
- جيتفايتر
- جيش الدلتا
- جيكيو باورفول برو ياكيو
- جيمس بوند

## ح
- الحرب الشاملة
- حروب الساكورا
- حفارو الحفريات

## خ
- الخطيئة والعقاب
- خمس ليال في فريدي

## د
- دابل دراغون
- دارك سيد
- دارك فويد
- دارك كاسل
- دارك كلاود
- داركسايدرز
- دانجن ديفنيدرز
- دانجن سيج
- دانجن كيبر
- دانس دانس ريفولوشن
- دانغانرونبا
- داي أوف ديفيت
- داينستي واريورز
- الدراجة الثائرة
- دراغ أون دراغون
- دراغون إيج
- دراغون باستر
- دراغون سلاير
- دراغونز لير
- دراكان
- درايفر
- دريم كرونيكلز
- دفيندر
- دوت هاك (.هاك)
- دوشين العملاق
- دوم
- دوك نوكيم
- دونباتشي
- دونكي كونغ
- دي
- دي بلوب
- ديابلو
- ديبونيا
- ديث جونيور
- ديث سبانك
- ديد أور ألايف
- ديد آيلاند
- ديد تو رايتس
- ديد سبيس
- دير أفينجر
- دير هانتر
- ديزني إنفينيتي
- ديزي
- ديستركشن ديربي
- ديستروي أول هيومانز!
- ديسغيا
- ديسنت
- ديف جام
- ديفل ماي كراي
- ديمقراطية
- دينو كريسس
- ديوس إكس

## ذ
- ذا إنكريدبل ماشين
- ذا إيلدر سكرولز
- ذا باردز تيل
- ذا بايندغ أوف آيزاك
- ذا بلاك ميرور
- ذا جيرنيمان بروجكت
- ذا دنبا من
- ذا رولنغ ويسترن (معروفة باسم ديلون رولنغ ويسترن)
- ذا سوفرينغ
- ذا سيمز
- ذا غريت جيانا سيسترز
- ذا غيتواي
- ذا كينغ أوف فايترز
  - قبضة التنين والنمر (ريوكو نو كين)
  - أسطورة الذئب الجائع (غارو دينستسو)
  - محاربو الغضب وتانك III
  - سايكو سولجر
- ذا لوست فايكنغس
- ذا ليجند أوف زيلدا
- ذا نيفرهود
- ذيس إز فوتبول

## ر
- راتشت أند كلانك
- راش
- راكناروك أونلاين
- راليسبورت تشالينج
- رامبل روزيس
- رايمان
- رجال الجيش
- الرحلة الأطول
- رذيم تينغوكو غولد
- رصاصة المسدس (معروفة باسم بوينت بلانك)
- رود راش
- روك باند
- رولركوستر تايكون
- ريج ريسر
- ريد أوركسترا
- ريد ديد
- ريد ستيل
- ريد فاكشن
- ريدر رابيت
- ريدنك رامبيج
- ريزدنت إيفل (بيوهازارد)
- ريزستنس
- ريزن
- ريل سيميوليتر
  - ريفنيغ رابيدز
- ريلرود تايكون

## ز
- زن باوند
- زو تايكون
- زورك
- زون أوف ذا إندرز
- زينو

## س
- سائقو شاحنات ماذا
- ساغا
- ساموروست
- سانتس راو
- سانكتوم
- سايرن
- سايلنت هانتر
- سايلنت هيل
- سباركستر
- سباي فوكس
- سباي هانتر
- سبايرو
- سبشيال فورس
- سبلاتون
- سبلوشن مان
- سبماشين
- سبور
- سبيس إنفيدرز
- سبيس إمبايرز
- سبيس تشانل 5
- سبيس كويست
- سبيس هارير
- سبيل فورس
- سبيلرهاوس
- ستار أوشن
- ستار سولجر
- ستار كرافت
- ستار كروزر
- ستار كنترول
- ستار فوكس
- ستار وارز: باتلفرونت
- ستارتروبكس
- ستارفي الأسطوري
- سترايك
- ستانمان
- سترونغ هولد
- ستريت فايتر
  - فاينل فايت
  - ريفيل سكولز
  - مفجر العضلات
- ستريتس أوف ريج
- ستوكر
- ستيت أوف إمرجنسي
- ستيل دايفر
- ستير ديسماونت
- سجلات الفارس الأبيض
- سجلات الممالك الثلاث
- سحب دفع (معروفة باسم بوشمو)
- سرقة السيارات الكبرى
- سكايلاندرز
- سكيت
- سكيت أور داي!
- سلاي كوبر
- سمر جيمز
- سنايبر: غوست واريور
- سنديكيت
- سنوبورد كيدز
- سوبر روبوت وورز
- سوبر سماش برذرز
- سوبر مونكي بول
- سوبر ميت بوي
- سوكوم
- سول (سول كاليبر)
- سولجر أوف فورشن
- سولز
- سويكودن
- سيتي أوف هيروز
- سيتيز إكس إل
- سيتيز إن موشن
- سيرة إسبولس (معروفة باسم لوفيا)
- سيريوس سام
- سيستيم شوك
- سيغا سوبر ستارز
- سيغا رالي
- سيفون فلتر
- سيفيليزيشن
- سيم سيتي
- سيمبل
- سين
- سينسبل سوكر
- سينغ ستار

## ش
- شادو مان
- شادو هارتس
- شادوغراوندز
- شادوغيت
- الشارع الأفضل
- شانتاي
- شانك
- شايننغ
- الشمس الذهبية
- شمسنا (معروفة في الولايات المتحدة باسم بوكتاي)
- شنمو
- شينوبي

## ص
- الصرخة البعيدة

## ع
- عصر الاستكشاف

## غ
- غابرييل نايت
- غال غن
- غالاغا أو غالاكسيان
- غالاكتك سيفيلايزيشن
- غراديوس
- غرافيتي روش
- غران تورزمو
- غراند تشيس
- غرانديا
- غرولانسر
- غنستار هيروز
- غنز
- غنغريف
- غنفولت
- غنمان كلايف
- غوثيك
- غولدن أكس
- غولف الجميع
- غومون (معروفة باسم ميستكال نينجا)
- غونتليت
- غيتار هيرو
- غيرز أوف وور
- غيلتي جير
- غيلد
- غيلد وورز
- غيم أند واتش
- غينجي

## ف
- فارس آلية الساعة (معروفة باسم كلوكورك نايت)
- فالكيري بروفايل
- فالكيريا
- فاليس
- فانتازماغوريا
- فانتاسي ستار
- فانتسي زون
- فانسي بانتس أدفينشرز
- فايت نايت
- فاير إمبلم
- فاير برو ريسلينغ
- فاينل فانتسي
- فتى وفقاعته
- فروغر
- فرونت ميشن
- فريدي فيش
- فريسبيس
- فلات أوت
- فلايت سيميولتر
- فلايت كنترول
- فلويدتي
- فوتبول منيجر
- فورزا موتورسبورت
- فوريفر بلو (تُعرف أيضًا بإندلس أوشن)
- فول أوت
- فول أوتو
- فيب-ريبون
- فيبل
- فيتكونغ
- فير
- فير إفيكت
- فيرتشوا فايتر
- فيرتشوا كوب
- فيفا
- فيكتورمان
- فيكتوريا
- فيلدرانرز
- فيوتيفول جو

## ق
- قانون الحرب
- قتال القوة
- قرية عالم الشياطين (معروفة باسم غوستس إن غوبلنز أو ماكيمورا)
- قلوب حديدية
- القنفذ سونيك
- القوزاق

## ك
- كابوس المخلوقات
- كارمجدون
- كاريوكي ريفليوشن
- كاسلز
- كاسلفينيا
- كامليون تويست
- كانون فودر
- كاونتر سترايك
- كاين آند لينش
- كت ذا روب
- كتلة (معروفة باسم كاتاماري)
- كتيبة الأبطال
- كراش بانديكوت
- كراكداون
- كرايسس
- كرنفال جيمز
- كروك
- كرونو
- كريزي تاكسي
- كستم روبو
- كلوك تاور
- كلونوا
- كوربس بارتي
- كورورين
- كوكنغ ماما
- كول أوف جوريز
- كول أوف ديوتي
- كول أوف كثولو
- كول بوردرز
- كولن ماكراي رالي
- كولومنس
- كولوني وورز
- كوماند أند كنكر
- كوماندر كين
- كوماندو
- كومبات ميشن
- كونترا
- كونديمد
- كونفليكت
- كونكر
- كونيو-كون
- كوول سبوت
- كويست فور غلوري
- كويك
- كيد إيكاروس
- كيربي
- كيك أوف
- كيل زون
- كيلر إنستينكت
- كينغدوم راش
- كينغدوم هارتس
- كينغس باونتي
- كينغز كويست
- كيو*بيرت

## ل
- لا مزيد من الأبطال
- لاندز أوف لور
- لفت 4 ديد
- لوتس
- لود رانر
- لودد
- لوردز أوف ذا ريلم
- لوست بلانت
- لوست ويندس
- لوكوروكو
- لومينس آرك
- لونار
- ليال بدون شتاء
- ليتل بيغ أدفنشر
- ليتل بيغ بلانت
- ليشر سوت لاري
- ليغسي أوف كاين
- ليمينجز
- لينايج

## م
- ماجيك كاربت
- ماجيكا
- ماجيكال فيكيشن
- مادن إن إف إل
- ماذر
- ماراثون
- ماريو
  - سوبر ماريو
- ماس إفكت
- ماستر أوف أوريون
- مافيا
- ماكس باين
- مان هانت
- مانستر فارم (مانستر رانشر)
- مانستر هانتر
- مانكي آيلاند
- مانياك مانشن
- ماونت أند بليد
- ماي سيمز
- مايت آند ماجك
- مايتي
- مايكروسوفت ترين سيميوليتر
- ماين كرافت
- متاهة شجرة العالم
- مترو
- مترويد
- مجد هرقل
- مرتزقة
- مستر دريلر
- مستر دو!
- المستقرون (معروفة باسم ذا سيتلرز)
- مسعى التنين (محارب التنين)
- مصارعة الفناء الخلفي
- مصاص الدماء (معروفة باسم داركستوكرز)
- معركة شوتوكو («طوكيو إكتسريم ريسر» أو «طوكيو هايواي تشالينج»)
- مغامرة العلم
- المغاوير
- مفتاح سليمان
- مكواريور
- ملحمة القلعة البابلية (وتعرف أيضا باسم برج درواغا)
- ملوك الصليبية
- مملكة مارل
- موتر ستورم
- موتو ريسر
- موتوكروس مانياكس
- موذر
- مورتال كومبات
- موساشي
- ميتافايت (معروفة في الولايات المتحدة باسم بلاستر ماستر)
- ميتال سلج
- ميتال غير
- ميتال ماكس
- ميتالتك
- ميث
- ميجا مان (روكمان)
- ميجور ليغ بيسبول
- ميدتاون مادنس
- ميدل أوف أونر
- ميدي ميز
- ميديفل
- ميست
- ميستري كيس فايلز
- ميغامي تينسيه

## ن
- ناتشرل سليكشن
- نادي منتصف الليل
- نانو أسولت نيو
- نايتس
- نبتون فائق الأبعاد
- النصل الأخير
- نيد فور سبيد
- نينتندوغس
- نينجا جاجامارو-كون
- نينجا غايدن
- نيوطوبيا
- ني نو كوني

## ه
- هارفست مون
- هاف-لايف
- هايبر أولمبيك
- هايدرو ثاندر
- الهروب المدقع (معروفة باسم زيرو إسكيب)
- الهروب من المعبد
- هريتيك
- هومورلد
- هيبيريكي
- هيتمان
- هيروس أوف مايت أند ماجك
- هيلو

## و
- واد دون رياح
- واريو
- واندر بوي
- الوحش المعدل
- واي واي ورلد
- وايب أوت
- وايلد أرمز
- ورلد رالي تشامبيونشب
- ورلد هيروس
- ورمز
- ولفينشتاين
- وورز
- ووركرافت
- وورلوردس
- وي
  - وي فت
  - وي سبورتس
- الويتشر
- ويزدري
- ويزردز أند ووريورز
- ويف ريس
- وينباك
- وينغ كوماندر

## ي
- ياكوزا
- ياي آر كونغ فو
- يوكاي واتش
- يوشي
- يس
- يوروبا يونيفرساليس